# Langste snoerworm
De langste snoerworm (Lineus longissimus) is een snoerworm (Nemertea) uit de familie Lineidae. De wetenschappelijke naam van de soort werd in 1770 als Ascaris longissima voor het eerst geldig gepubliceerd door Johan Ernst Gunnerus.

## Beschrijving
Lineus longissimus is een ongesegmenteerde, langwerpige snoerworm. Jonge exemplaren variëren van donker olijfbruin tot chocoladebruin, terwijl volwassenen zwartbruin tot zwart zijn. Het lichaam van de worm heeft een doorsnede van 5 tot 10 millimeter maar kan tientallen meters lang worden. Het langst bekende exemplaar mat meer dan 55 meter en is daarmee een van de langste dieren die ooit zijn gemeten. Dit exemplaar spoelde aan in Schotland in 1864.
De wormen kruipen langzaam over de bodem, maar kunnen zich bij aanraking plotseling snel in een spleet terugtrekken. Ze jagen en vangen hun prooi met hun giftige uitschuifbare monddelen.

## Verspreiding
Het inheemse verspreidingsgebied van Lineus longissimus loopt van IJsland oostwaarts tot de Atlantische, Noordzee en Baltische kusten van Europa. Deze soort wordt gevonden op de lagergelegen kusten, opgerold in kronkelende knopen onder keien en op modderig zand. In diepere sublitorale gebieden komt hij voor op modderige, zanderige, steenachtige of schelpachtige ondergronden. De soort is in Nederland bekend uit de Grevelingen en de Oosterschelde.